# Halla Margrét Árnadóttir
Halla Margrét Árnadóttir, (Reykjavik, 1964) is een IJslands zangeres. Ze is vooral bekend omwille van haar deelname aan het Eurovisiesongfestival 1987.

## Biografie
Halla Margrét werd intern verkozen door RUV om IJsland te vertegenwoordigen op het Eurovisiesongfestival 1987 in Brussel, België. Met het nummer Hægt og hljótt legde ze beslag op de zestiende plaats, met 28 punten.
Na haar deelname aan het Eurovisiesongfestival werd Halla Margrét operazangeres.
1986: ICY · 
1987: Halla Margrét · 
1988: Beathoven · 
1989: Daníel Ágúst · 
1990: Stjórnin · 
1991: Stefán & Eyfi · 
1992: Heart 2 Heart · 
1993: Inga · 
1994: Sigga · 
1995: Bo Halldórsson · 
1996: Anna Mjöll · 
1997: Paul Oscar · 
1999: Selma · 
2000: August & Telma · 
2001: Two Tricky · 
2003: Birgitta · 
2004: Jónsi · 
2005: Selma · 
2006: Silvia Night · 
2007: Eiríkur Hauksson · 
2008: Euroband · 
2009: Yohanna · 
2010: Hera Björk · 
2011: Sigurjón's Friends · 
2012: Gréta Salóme & Jónsi · 
2013: Eyþór Ingi Gunnlaugsson · 
2014: Pollapönk · 
2015: María Ólafsdóttir · 
2016: Gréta Salóme · 
2017: Svala · 
2018: Ari Ólafsson · 
2019: Hatari · 
2021: Daði & Gagnamagnið · 
2022: Systur · 
2023: Diljá · 
2024: Hera Björk · 
2025: Væb
- Library of Congress Control Number: no2007060068
- Virtual International Authority File: 76094693
- WorldCat: E39PBJcKKCBCC8fqrQfQJmVcT3